# Novoanninskij
Novoanninskij è una città della Russia europea meridionale (oblast' di Volgograd), situata sulla riva sinistra del fiume Buzuluk, 254 chilometri a nordovest del capoluogo Volgograd; è il capoluogo amministrativo del distretto omonimo.

## Società

### Evoluzione demografica
Fonte: mojgorod.ru
- 1959: 18.700
- 1970: 20.500
- 1979: 20.900
- 1989: 20.900
- 2007: 18.400
- 2021: 15.300